# Museum der Völker

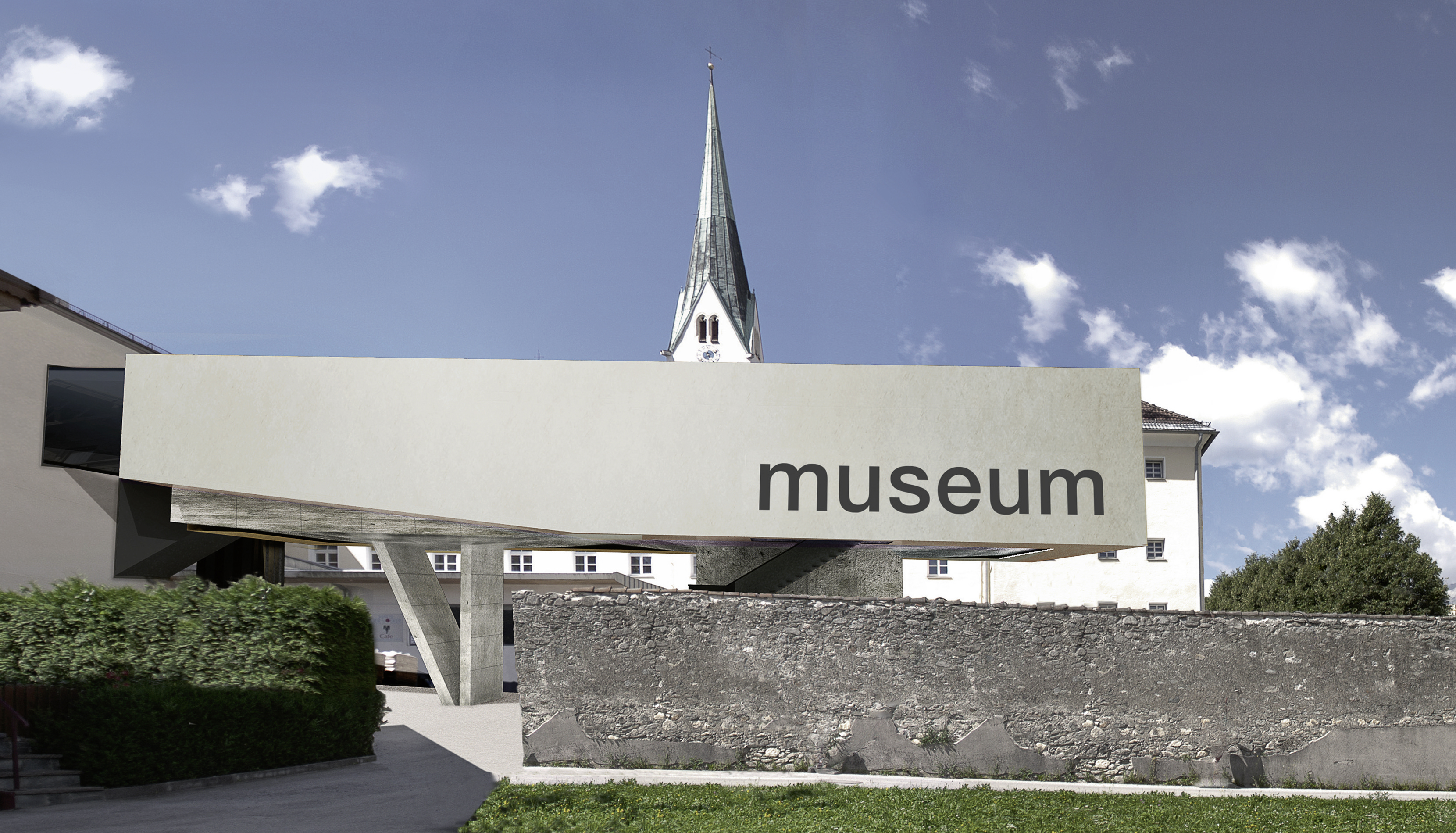
Außenansicht Museum der Völker

Das Museum der Völker in Schwaz, Tirol, wurde 1995 als Kulturverein Haus der Völker von Gert Chesi gegründet und zählt zu den europäischen Museen mit ethnographischen Sammlungen, den früher so genannten Völkerkundemuseen. Nach einem Neu- und Umbau wurde das Museum mit einer Ausstellungsfläche von ca. 1000 m² unter dem Namen Museum der Völker am 12. April 2013 wieder eröffnet.

## Geschichte
Gert Chesi hatte im Zeitraum von fünfzig Jahren eine große Sammlung von Exponaten aus Westafrika und Südostasien zusammengetragen. Ein Teil dieser Sammlung wurde zur Basis des Museumsbetriebs. Zwischen 1995 und 2016 waren 71 Sonderausstellungen zu sehen.
2016 übergab Gert Chesi, nachdem schon 2008 ein großer Teil der Sammlung an die Hanns Schell Collection nach Graz verkauft worden war, ca. 1000 Objekte der Stadt Schwaz als Schenkung und zog sich aus dem Museumsbetrieb zurück. Die Stadt Schwaz verpflichtete sich im Gegenzug dazu, das Museum weiter zu betreiben, bzw. den Kulturverein weiterhin zu unterstützen.

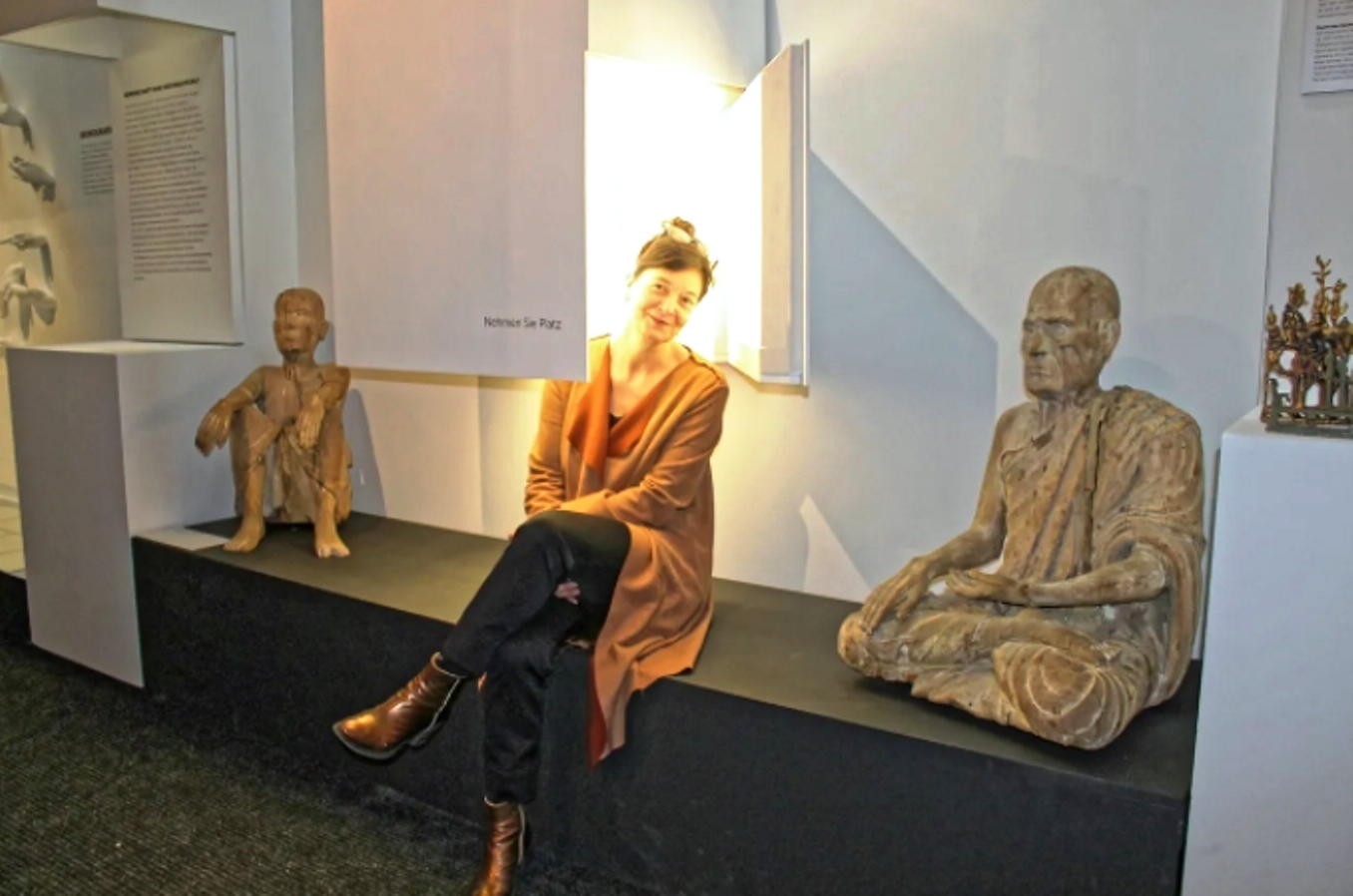
Lisa Noggler-Gürtler

Der gleichnamige Kulturverein führt nicht nur den Ausstellungsbetrieb, sondern veranstaltet unter anderem Lesungen, Dokumentationen und Filmvorführungen oder interkulturelle Diskussionen.
2017 bestellte der Kulturverein Lisa Noggler-Gürtler als Leiterin und Kuratorin für das Museum der Völker.

## Sammlung
Die Sammlung des Museums umfasst ca. 1.500 Ausstellungsstücke aus der privaten Sammlung von Gert Chesi und der Grazer Hanns Schell Collection. Die Exponate und archäologischen Funde geben Einblicke in afrikanische und asiatische Kunst und Kulturen, die ältesten sind etwa 4.000 Jahre alt.
In der Sammlung befinden sich unter anderem Buddha-Darstellungen aus Myanmar und Thailand sowie verschiedene Skulpturen der Khmer, aus Südostasien und Indien, Figuren aus dem Hinduismus sowie verschiedene Objekte aus Indonesien (Ahnenfiguren, Architekturelemente, Marionetten).
Ein weiterer Teil der Sammlung besteht aus westafrikanischen Objekten, vor allem aus Nigeria (Objekte der Yoruba; Zwillingsfiguren; Fragmente, die der sogenannten Nok-Kultur zugeschrieben werden, …) und Togo (z. B. Voodoo-Objekte). Auch hier sind viele historische Objekte vorhanden, doch ein großer Teil besteht aus Schnitzereien und Skulpturen zeitgenössischer westafrikanischer Künstler. Neben vielen namentlich nicht bekannten Personen sind beispielsweise Werke von Michel Komlan oder Adima Kokou Teil der Sammlung.
Die Sammlung wächst nach wie vor – insbesondere durch private Schenkungen von Objekten aus dem 19. und 20. Jahrhundert, die im Zuge von Reisen in den Familienbesitz gelangten. So erweiterte sich die Sammlung des Museums der Völker auf eine weitere Region: Mittel- und Ostafrika, speziell v. a. auf Alltagsobjekte, Kunstwerke und religiöse Gegenstände aus Äthiopien.
Die permanente Ausstellung im Asien-Saal Zwischen Himmel und Erde thematisiert Buddhismus und Hinduismus ausgehend von der im Westen stark zugenommenen Faszination fernöstlicher Philosophien, Rituale, Meditationspraxen.
Die beiden anderen Stockwerke werden halbjährlich mit Sonderausstellungen bespielt.

## Ausstellungen (Auswahl)
- 2010: Schätze aus dem Depot[13]
- 2010: Textile Kunst aus Afrika[14]
- 2010: Das Erbe Chinas
- 2011: Feuer und Erz – Schmiede und Gießer in Afrika[15]
- 2011: Afrikas Moderne im Spiegel der Generationen[16]
- 2011: Wohnen mit den Ahnen[17]
- 2011: Jubiläumsausstellung 15 Jahre Haus der Völker[18]
- 2012: Magische Stoffe – gewobene Träume – Kunstvolle Textilien aus Indonesien[19]
- 2013: Sangomas – Traditionelle Heiler Südafrikas, Fotografien von Peter Frank[20]
- 2013: Geistermasken aus Thailand[21]
- 2013: Afrika heute!
- 2014: Faces of Africa – Fotografien von Mario Marino[22]
- 2014: Söhne und Töchter des Windes – Die letzten Nomaden Afrikas, Fotografien von Mario Gerth[23]
- 2014: Kunst und Magie in Silber und Seide – Schmuck und Textilien chinesischer Bergvölker[24]
- 2014: Dogon, Kunst und Mythos in Zusammenarbeit mit Jan Baptist Bedaux[25]
- 2015: Tanzende Schatten – Marionetten, Puppen und Masken aus Asien[26]
- 2015: Burma – Meisterwerke des Buddhismus[27]
- 2015: Susanne Wenger – Ein Leben mit den Göttern[28]
- 2015: Zauber der Weltkulturen – 20 Jahre Museum der Völker[29]
- 2015: Das Gedächtnis der Steine – Seltene Steinreliefs und Figuren aus Asien[30]
- 2016: Das Böse – Exponate aus Schwarzmagischen Kreisen[31]
- 2016: Indien im Bild – Fotografien von Gert Chesi[32]
- 2016: Yoruba – Meisterwerke einer Afrikanischen Hochkultur[33]
- 2016: Gladys – Der Maler und seine Geister – Zeitgenössische Malerei aus Benin[34]
- 2016: Das geheime Kamerun – Fotografien von Henning Christoph[35]
- 2016: Afrika im Gewand – Bunte Textilvielfalt eines Kontinents[36]
- 2016/2017: Indonesien – Kunst und Kult vom Inselreich
- 2016/2017: Bali – Insel der Götter
- 09. Sep. 2017 – 11. März 2018: Leon Pollux „Menschen“
- 17. März 2018: Unvergessen machen
- 05. Mai 2018 – 18. Nov. 2018: Maasai – Baumeisterinnen aus Ololosokwan
- 22. Juni 2018 – 18. Nov. 2018: Schulprojekt und Ausstellung „Mein, dein, unser Raum“
- 2018 Sonderausstellung „Ungeheuer Wild“
- 2019 Dauerausstellung „Zwischen Himmel und Erde“
- 2019 Sonderausstellung „Richtig guter Stoff“
- 2020 Sonderausstellung „Erinnerungen an Äthiopien“ im 1. OG
- 2020 Jubiläumsausstellung im 2. OG
- seit Juni 2021 Weltbilder erzählen
- 2021 Sagenhaft - Bathic von Rosemarie Sternagl[37]
- 2022 Ataa Oko Addo - Die Götter spielen Fußball
- 14. Juni bis 28. August 2022: WERT.SACHEN – Ausstellung zum Thema Fugger
- Oktober 2022 bis Jänner 2023 Rens Veltmans[38] „LYRICAL LIGHTS“
- Juni 2023 bis September 2023 Spurensuche Case2 zum Thema Provenienzforschung
- September 2023 bis Februar 2024 Gregor Sailers THE BOX zum Thema „Oradour“ in Kooperation mit den Tiroler Landesmuseen, Klangspuren Schwaz, Rabalderhaus Schwaz, Kunstraum Schwaz, Toni-Knapp-Haus, Stadtarchiv Schwaz und dem Museum der Völker
- Februar 2024 bis September 2024 Spurensuche Case2 zum Thema Provenienzforschung am Beispiel Kambodscha und Khmer
- Herbst 2024 - Frühjahr 2025 Sonderausstellung Lois Weinberger "Präzise Achtlosigkeit"
- Mai 2025 bis Herbst 2025 - (K)ein freier Tag - Sonderausstellung über Arbeit im Allgemeinen und speziell an hand von 10 Menschen in Burkina Faso[39]

## Auszeichnungen
- 1999 Tiroler Museumspreis.[40]
- 1999 Österreichischer Museumspreis Anerkennungspreis[41]
- 2014 Österreichisches Museumsgütesiegel durch ICOM Österreich[42] auf der Basis der „Code of Ethics – Kodex der Berufsethik des Museumswesens“
- 2025 Tiroler Museumspreis 2024 "Oradour, Memories of Memories[43]"[44], überreicht am 30. Januar 2025 durch LH. Anton Mattle